# Liste der Monuments historiques in Arc-sur-Tille
Die Liste der Monuments historiques in Arc-sur-Tille führt die Monuments historiques in der französischen Gemeinde Arc-sur-Tille auf.

## Liste der Objekte
| Bezeichnung                          | Beschreibung                                                                                          | Standort                       | Kennzeichnung | Schutzstatus | Datum | Bild |
| ------------------------------------ | --- | ------------------------------ | ------------- | ------------ | ----- | ---- |
| Grabstein für Louis de Lenoncourt    | Stein, bezeichnet 1557                                                                                | in der Kirche St-Martin (Lage) | PM21000036    | Classé       | 1914  |      |
| Skulptur Heilige Ursula              | Holz, farbig gefasst, 18. Jahrhundert                                                                 | in der Kirche St-Martin (Lage) | PM21000037    | Classé       | 1914  |      |
| Gemälde Heiliger Nikolaus            | Ölfarbe auf Leinwand, 18. Jahrhundert                                                                 | in der Kirche St-Martin (Lage) | PM21000038    | Classé       | 1966  |      |
| Gemälde Ecce Homo                    | Ölfarbe auf Leinwand, 17. Jahrhundert                                                                 | in der Kirche St-Martin (Lage) | PM21000039    | Classé       | 1966  |      |
| Skulptur Heiliger Antonius der Große | Holz, farbig gefasst, 16. Jahrhundert                                                                 | in der Kirche St-Martin (Lage) | PM21000040    | Classé       | 1974  |      |
| Revolutionsfahne                     | Seide, bemalt, 1790                                                                                   | in der Mairie (Lage)           | PM21000041    | Classé       | 1976  |      |
| Gemälde Heilige Familie              | Ölfarbe auf Leinwand, 17. Jahrhundert                                                                 | in der Kirche St-Martin (Lage) | PM21003564    | Inscrit      | 1975  |      |
| Taufbecken                           | Stein, 15. Jahrhundert                                                                                | in der Kirche St-Martin (Lage) | PM21003565    | Inscrit      | 1975  |      |
| Zwei Reliquiare                      | Holz, vergoldet, 19. Jahrhundert                                                                      | in der Kirche St-Martin (Lage) | PM21003566    | Inscrit      | 1975  |      |
| Kanzel                               | Holz, bemalt, um 1823                                                                                 | in der Kirche St-Martin (Lage) | PM21003567    | Inscrit      | 1975  |      |
| Altar                                | ehemaliger Hochaltar; Altartisch mit Altaraufbau, beide 18. Jahrhundert, und Tabernakel, datiert 1736 | in der Kirche St-Martin (Lage) | PM21003577    | Inscrit      | 1976  |      |
| Kelch                                | Silber, vergoldet, bezeichnet 1724                                                                    | in der Kirche St-Martin (Lage) | PM21004779    | Inscrit      | 2006  |      |
| Kronleuchter                         | Metall, Glas, 19. Jahrhundert                                                                         | in der Kirche St-Martin (Lage) | PM21006674    | Inscrit      | 2022  |      |